# Cornelis Adrianus Crena de Iongh
Cornelis Adrianus Crena de Iongh/Jongh (Rotterdam, 8 augustus 1918 – Alkmaar, 20 februari 2001) was een Nederlands politicus. 
Hij werd geboren als zoon van Daniël Crena de Iongh (1888-1970) en Anna Elizabeth Gransberg (1894-1995). Zijn vader was in de jaren 30 president van de Nederlandsche Handel-Maatschappij (NHM). Zelf ging hij rond 1938 rechten studeren aan de Rijksuniversiteit Leiden en van 1943 tot 1945 was hij werkzaam bij de gemeentesecretarie van Rijnsburg. Vervolgens ging hij werken bij de Politieke Opsporingsdienst (POD) in Den Haag en in mei 1946 werd hij benoemd tot burgemeester van Ruinen. In 1953 stapte hij over naar het bedrijfsleven en ging werken bij Unilever. Crena de Iongh overleed in 2001 op 82-jarige leeftijd. 